# یحیی میرزا اسکندری
یحیی میرزا اسکندری (۱۲۵٨ - ۱٢٨٨ ه.خ) از شاه‌زادگان قاجاری و از مشروطه‌خواهان مبارز بود که در زندان محمدعلی شاه به قتل رسید. وی فراماسون لژ فرانسه و فرزند محسن میرزا کفیل الدوله و پدر ایرج اسکندری بود.او اولین دبیراول حزب توده ایران بود.